# Sarracena brevilinea
Sarracena brevilinea är en fjärilsart som beskrevs av W. Warren 1904. Sarracena brevilinea ingår i släktet Sarracena och familjen mätare. Inga underarter finns listade.